# Mieczysław Sygnarski

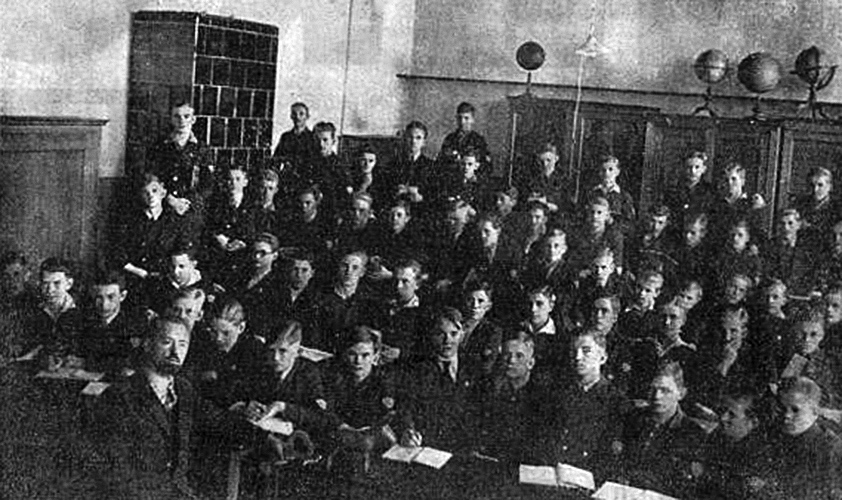
Sygnarski z uczestnikami kursu esperanta w bydgoskim gimnazjum, 19 grudnia 1939

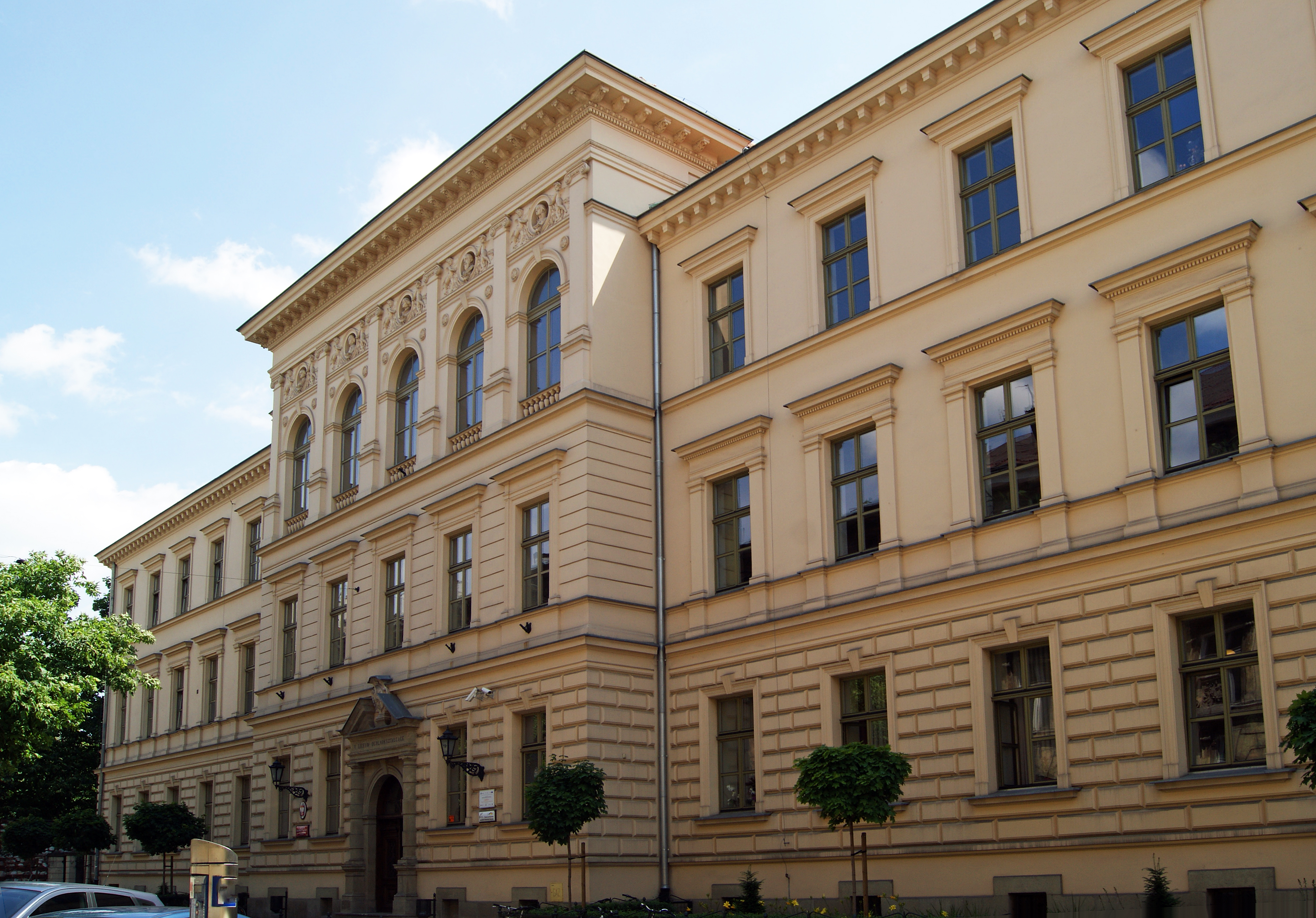
V LO w Krakowie, gdzie nauczał

Mieczysław Julian Sygnarski (ur. 30 listopada 1889 w Brzozowie, zm. 26 maja 1979 w Krakowie) – polski nauczyciel, wykładowca uniwersytecki, dydaktyk i popularyzator języka esperanto.

## Życiorys
Urodził się 30 listopada 1889. W 1908 zdał egzamin dojrzałości w C. K. Gimnazjum Męskim im. Królowej Zofii w Sanoku (w jego klasie był m.in. Jan Świerzowicz). Podjął studia na Wydziale Filozoficznym Uniwersytetu Jagiellońskiego.
We wrześniu 1913 został mianowany na stanowisko zastępcy nauczyciela w C. K: Gimnazjum im. Franciszka Józefa w Drohobyczu. Później w charakterze kandydata do stanu nauczycielskiego pracował jako zastępca nauczyciela w macierzystym gimnazjum w Sanoku, wykładając język niemiecki i historię od 12 września do 3 listopada 1915, po czym urlopowany celem pełnienia stanowiska nauczyciela w Strzyżowie, gdzie w Gimnazjum Realnym Miejskim uczył języka niemieckiego, gimnastyki oraz był kierownikiem gier i zabaw młodzieży.
Studia wyższe ukończył w 1918. Po odzyskaniu przez Polskę niepodległości od 1919 do 1920 był nauczycielem w Państwowym Gimnazjum im. Stanisława Staszica w Warszawie. Od 1 kwietnia 1920 do końca istnienia II Rzeczypospolitej w 1939 był nauczycielem w Państwowym Gimnazjum Klasycznym w Bydgoszczy. W szkole był profesorem wykładającym język polski, język niemiecki i wychowanie fizyczne.
Zachęcony przez Leopolda Kronenberga, 15 marca 1921, w wieku 32 lat podjął naukę języka esperanto. Z czasem nauczał języka esperanto w bydgoskim gimnazjum oraz był propagatorem jego nauki w szkołach, przyczyniając się do tego wygłaszaniem odczytów i organizowaniem prelekcji propagujących. Był autorem pierwszego podręcznika do nauki języka esperanto dla szkół średnich pt. Lekcje języka światowego Esperanto z 1931. Napisał podręczniki nauki esperanto, w tym Pełny kurs międzynarodowego języka esperanto (przedmowę do niego napisał Zenon Klemensiewicz). Był autorem 16 opracowań i podręczników do nauki esperanto.
W Bydgoszczy należał do Towarzystwa Śpiewaczego „Echo”. Po wybuchu II wojny światowej i wkroczenia Niemców do Bydgoszczy w jego mieszkaniu dokonano rewizji, bogaty księgozbiór i dokumenty zniszczono (m.in. rękopisy jego przekładów), a rodzina Sygnarskich została zmuszona do opuszczenia miasta w listopadzie 1939. Podczas okupacji przebywał z rodziną w Krakowie. Po zakończeniu wojny powrócił do Bydgoszczy i został nauczycielem w macierzystym gimnazjum, jednak nie otrzymując zwrotu swojego przedwojennego mieszkania ani przydziału nowego.
W 1947 osiadł ponownie w Krakowie. Tam od 1 września 1947 był nauczycielem w V Liceum Ogólnokształcącym im. Augusta Witkowskiego w Krakowie aż do przejścia na emeryturę w 1950. Od 1947 do 1976 pracował jako lektor języka esperanto na Uniwersytecie Jagiellońskim i w Wyższej Szkole Pedagogicznej. W 1946 był organizatorem Oddziałów Polskiego Związku Esperantystów, działał w krakowskim oddziale PZE, którego był prezesem oraz wieloletnim przewodniczącym sekcji nauczycielskiej. Swój dorobek zawodowy i naukowy przekazał za rzecz Biblioteki Katolickiego Uniwersytetu Lubelskiego. Do końca życia był aktywny naukowo, dokonując m.in. tłumaczeń, pisząc artykuły, prowadząc kursy, głosząc prelekcje i wykłady. W 1978 ukazał się jego przekład książki W pustyni i w puszczy autorstwa Henryka Sienkiewicza.

## Życie prywatne
Był najstarszym z dzieci Władysława Sygnarskiego (urodzonego w Tarnowie nauczyciela i dyrektora szkół w Sanoku) oraz Pelagii z domu Dubas (mieli oni też Marię ur. 1891, Tadeusza ur. 1893, Kazimierza ur. 1897, Bolesława 1899–1959).
W roku szkolnym 1913/1914 jego żoną została Maria z domu Jastrzębska (1891–1965), z którą przeżył 48 lat. Mieli synów: Zbigniewa (1919–1992), Władysława, Jana (1926–1982).
W Krakowie mieszkał przy ulicy Bolesława Prusa 4.
Zmarł 26 maja 1979 w Krakowie. 30 maja 1979 został pochowany na tamtejszym Cmentarzu Salwatorskim.

## Publikacje
- Lecionoj de mondlingvo „Esperanto”: la unua lernolibro por lerneja gejunularo sur bazo de tekstoj de dr. L. Zamenhof (Lekcje języka światowego esperanto: pierwszy podręcznik do użytku młodzieży szkół średnich na podstawie tekstów dr. L. Zamenhofa) (1931)
- Lecionoj de mondlingvo „Esperanto”: la unua lernolibro por lerneja gejunularo = Lekcje języka światowego „Esperanto” (1935)
- Kurs elementarny Esperanto: pomocniczego języka międzynarodowego w 15 lekcjach (1947)
- Pełny kurs esperanto, pomocniczego języka międzynarodowego: w 25 lekcjach. Cz. 1, Kurs elementarny metodą konwersacyjną (1956)
- Pełny kurs esperanto, pomocniczego języka międzynarodowego: w 25 lekcjach. Cz. 2, Kurs wyższy: lekcja 16–25 (1957)
- Pełny kurs międzynarodowego języka Esperanto (1958)
- Podręcznik do nauki międzynarodowego języka Esperanto: metoda konwersacyjna w 34 lekcjach (1961)
- Podręcznik języka esperanto (1963)
- Podręcznik języka esperanto [Cz. 2] (1963)

Przekłady na język esperanto
- Tra dezerto kaj praarbaro (powieść W pustyni i w puszczy Henryka Sienkiewicza), Wydawnictwo Interpress, Warszawa 1978)[10]

## Odznaczenia i wyróżnienia
- Krzyż Kawalerski Orderu Odrodzenia Polski[1][2][10][12].
- Złoty Krzyż Zasługi[1][2][10].
- Złota odznaka „Za pracę społeczną dla miasta Krakowa”[2][10].
- Członek honorowy Universala Esperanto-Asocio (jedyny w Polsce)[1][2].